# Sky Airlines

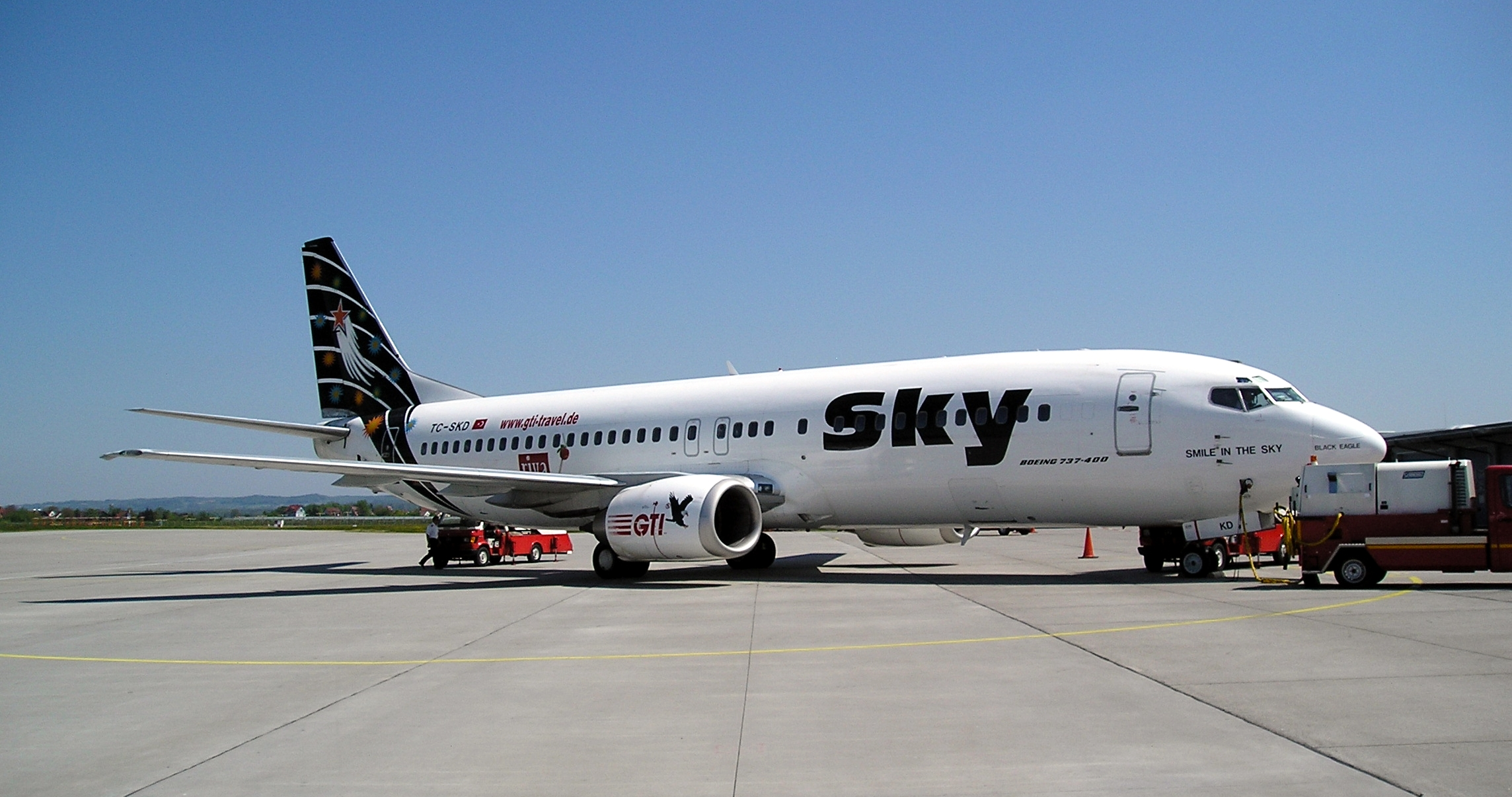
Un Boeing 737-400 de Sky Airlines en el aeropuerto de Friedrichshafen (2005).

Sky Airlines fue una aerolínea que tenía tanto vuelos chárter como regulares. Tuvo su sede en Antalya, Turquía, y operaba para diversos touroperadores en rutas de corto y medio alcance de Turquía. La compañía fue fundada en 2000 y comenzó a operar en 2001. Fue una filial propiedad de Kayi Group. En 2010, la aerolínea inició sus vuelos de cabotaje regulares en Turquía convirtiéndose así en la novena aerolínea en entrar en el mercado doméstico de la aviación regular nacional.
El 4 de junio de 2013, la aerolínea se declaró en quiebra y cesó todas sus operaciones de vuelo con efecto inmediato.

## Destinos
Sky Airlines operaba una extensa red de vuelos chárter, cubriendo la mayor parte de Europa (centrándose especialmente en Alemania, Austria, Italia, Noruega y Polonia). Existían así mismo unos pocos vuelos al Norte de África, Oriente Medio y Centro de Asia.

## Flota
En noviembre de 2010, la flota de Sky Airlines se componía de las siguientes aeronaves con una media de edad de 12,6 años, todas ellas equipadas con una configuración de cabina de asientos en clase turista exclusivamente: